# Melanerpes uropygialis
Melanerpes uropygialis là một loài chim trong họ Picidae.